# Politique étrangère de l'Estonie
La politique étrangère de l'Estonie s'est construite lors de la première indépendance du pays, de 1921 à 1940 puis à partir de son indépendance de l'Union soviétique en 1991. Le gouvernement maintien un dialogue permanent avec les autres pays baltes, les pays scandinaves et la Finlande, mais également au sein de l'Union européenne, à laquelle le pays a adhéré le 1er mai 2004.

## Représentations diplomatiques

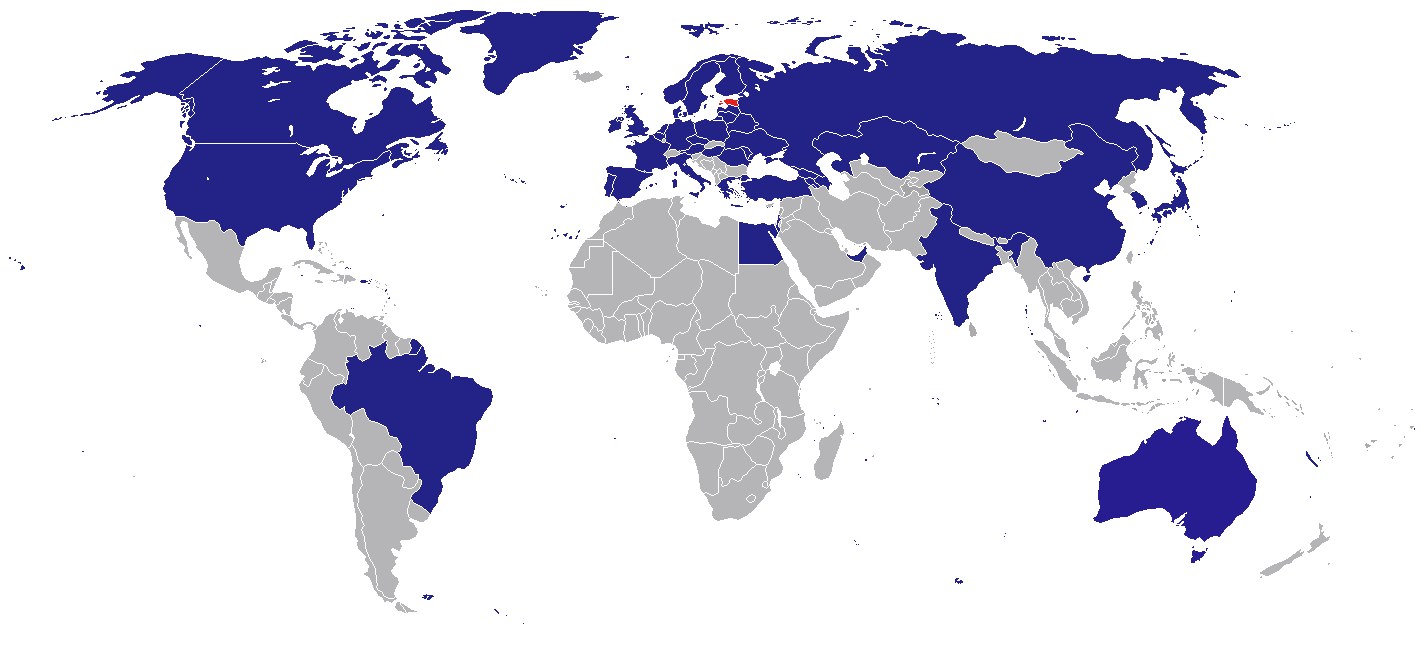
Bleu : représentations diplomatiques de l'Estonie (présence d'une ambassade ou d'un consulat).